# تالدی‌قورغان
تالدی قورغان (به قزاقی: Талдықорған، تالدىقورعان) یا تالدی کورگان به معنی دژ بلند شهری در استان آلماآتی کشور قزاقستان است که در سرشماری سال ۲۰۰۸ میلادی، ۱۱۴۷۲۸ نفر جمعیت داشته است و از سال ۱۹۴۴ میلادی به‌عنوان شهر شناخته می‌شده است. از سال ۲۰۰۱ میلادی مرکز استان آلماتی است. پیش از آن آلماتی مرکز این استان بود.